# 巴巴多斯历史
16世纪在欧洲殖民者来到美洲的时候，巴巴多斯居住着阿拉瓦克和加勒比人。从1625年到1966年，这个岛为英国殖民地。1966年至2021年，它是以威斯敏斯特体系为蓝本的君主立宪制和议会民主制国家，伊丽莎白二世女王为巴巴多斯的国家元首。2021年11月30日，巴貝多成為共和國。

## 史前
有证据表明，在公元前2000年，巴巴多斯已经有人类居住。在350至650年，来自南美的人们定居于此。在800年左右，第二波被西班牙人称作阿拉瓦克人抵达。13世纪中期，第三波加勒比人抵达。

## 早期历史
16世纪，西班牙帝国与巴巴多斯频繁的奴隶贸易导致巴巴多斯印第安人口的下降。自1600年，英格兰人、法国人和荷兰人开始在北美洲大陆和西印度群岛进行探索和殖民活动。尽管西班牙人和葡萄牙人曾经造访过巴巴多斯，但是英格兰人是最早在巴巴多斯建立永久殖民点的国家，时间为1627年。

## 1640年至18世纪
在英国进行内战的时候，斗争蔓延到巴巴多斯岛。直到查理一世被处死之前，巴巴多斯没有卷入战争。之后，从荷属巴西引进的甘蔗種植和加工技術以及奴隸制改变了巴巴多斯的社会和经济。自从1640年后开始种植甘蔗，巴巴多斯成为了世界上产糖业最大的国家之一。

## 18世纪-20世纪20年代
英国于1807年废除了奴隶贸易。1816年，巴巴多斯爆发了历史上最大规模的奴隶起义。1834年，奴隶制在巴巴多斯和英国的其他西印度群岛废除。

## 20世纪30年代至50年代
20世纪30年，被解放的奴隶后裔开始了一场要求政治权力的运动。1938年，布里奇敦先生创建了巴巴多斯进步联盟，后称为巴巴多斯工党。

## 现代

### 獨立
自1958年到1962年，巴巴多斯是西印度群岛联邦十个成员之一。1966年6月，巴巴多斯与英国对独立进行了协商。在和平和民主的过程中，巴巴多斯于1966年11月30日获得独立。埃罗尔·巴罗为第一任总理。1973年與牙買加、圭亞那、千里達及托巴哥建立加勒比共同體。
1976年，親英美的湯姆·亞當斯出任第二任總理。1983年格瑞那達發生政變，亞當斯與一些其他加勒比海國家領導人呼籲美國出兵介入，美國以此為由入侵格瑞那達。

### 轉為共和制
早在2005年，時任總理歐文·亞瑟即有意舉行共和公投。受到加勒比共同體單一市場協商影響，公投時程被延後至2008年，但歐文·亞瑟於2008年因選舉失利下台，公投計畫因此取消。
巴巴多斯政府于2020年9月15日宣布，打算在2021年11月30日，即巴巴多斯独立55周年之前成为共和国。如果该计划得以实现(议会两院以三分之二多数票通过)，女王和总督将由国家自己的国家元首代替。巴巴多斯随后将不再是英联邦王国，但可以保持英联邦成员国身份。 一篇新闻报道称圭亚那，以及特立尼达和多巴哥， 已经与英国有了这样的关系:一个“前英国殖民地和当前属地的松散联合”。
“是时候彻底抛弃我们的殖民历史了。巴巴多斯人希望有一位巴巴多斯国家元首，”巴巴多斯总督桑德拉·普鲁内拉·梅森阁下在2020年的王位演讲中如是说。 根据加拿大广播公司2021年3月对情况的调查，2021年期间能否实现成为共和国的目标“尚不清楚”。在CBC的请求后，政府没有提供这个过程的时间表。
上一个尝试转向共和政体的加勒比国家是邻国圣文森特和格林纳丁斯，该国在2009年就该措施举行了憲法公投，結果以反對票多於支持票未通過。
2021年6月3日，据巴巴多斯当地媒体报道，公众可以通过电子邮件提交关于共和国问题的建议。
2021年11月30日，巴貝多成為共和國。